# ميك غالاغير
ميك غالاغير (بالإنجليزية: Mick Gallagher)‏ هو موسيقي بريطاني، ولد في 29 أكتوبر 1945 في نيوكاسل أبون تاين في المملكة المتحدة.

## وصلات خارجية
- ميك غالاغير على موقع IMDb (الإنجليزية)
- ميك غالاغير على موقع ميوزك برينز (الإنجليزية)
- ميك غالاغير على موقع قاعدة بيانات برودواي على الإنترنت (الإنجليزية)
- ميك غالاغير على موقع أول ميوزيك (الإنجليزية)
- ميك غالاغير على موقع أول ميوزيك (الإنجليزية)
- ميك غالاغير على موقع ديسكوغز (الإنجليزية)
- ميك غالاغير على موقع ديسكوغز (الإنجليزية)